# أوكروبورونبروم
صناعة الدفاع الأوكرانية ،  تعمل أيضًا باسم أوكروبورونبروم تكتل الدولة ،  هي عبارة عن رابطة لشركات متعددة المنتجات ( تكتل أو اهتمام ) في قطاعات مختلفة من صناعة الدفاع في أوكرانيا .  أوقفت الشركة معظم أنشطتها في جميع أنحاء أوكرانيا منذ الغزو الروسي لأوكرانيا عام 2022، ونقلت الكثير من إنتاجها إلى الخارج خلال الحرب.
تشمل الشركة المؤسسات التي تعمل في مجال تطوير وتصنيع وبيع وإصلاح وتحديث والتخلص من الأسلحة والمعدات العسكرية والخاصة والذخيرة، والمشاركة في التعاون العسكري التقني مع الدول الأجنبية.
في عام 2021، خضعت شركة أوكروبورونبروم لإصلاح حكومي وكان من المتوقع أن تتوقف عن الوجود وتتحول إلى شركتين رئيسيتين هما شركة الدفاع القابضة وشركة الطيران القابضة.  [بحاجة لتحديث]

## أنظر أيضاً
- قائمة مكاتب التصميم في أوكرانيا

## الحواشي
1. ↑  Ukrainian: Українська оборонна промисловість, romanized: Ukrainska oboronna promyslovist
2. ↑  Ukrainian: Державний концерн «Укроборонпром», romanized: Derzhavnyi kontsern "Ukroboronprom"

## روابط خارجية
- —باللغة الإنجليزية
- Official Ukroboronservice website
- Reformdefence.com: The Reform Strategy—باللغة الإنجليزية
- Rada.gov.ua: Government order for creation of the Ukroboronprom company

قالب:Automotive industry in Ukraine